# Europsko prvenstvo gluhih u rukometu 1991.
Europsko prvenstvo gluhih u rukometu 1991. godine bilo je 5. europsko prvenstvo u športu rukometu za gluhe osobe.
Održalo se je od 6. do 11. svibnja 1991. godine u Njemačkoj u Lübecku.

## Sudionici
Natjecale su se ove reprezentacije: Njemačka, Island, Italija, Švedska, Danska, Rumunjska i Čehoslovačka.

## Završni poredak
Završni poredak.
| Momčadi |          |
| Zlato   | Njemačka |
| Srebro  | Island   |
| Bronca  | Italija  |
| 4.      |          |
| 5.      |          |
| 6.      |          |
| 7.      |          |

| Europski prvaci 1995. |
| --------------------- |
| Njemačka Drugi naslov |